# Bélgica en los Juegos Paralímpicos de Tokio 2020
Bélgica estuvo representada en los Juegos Paralímpicos de Tokio 2020 por un total de 31 deportistas, 23 hombres y ocho mujeres.

## Medallistas
El equipo paralímpico belga obtuvo las siguientes medallas:
| Nombre            | Deporte           | Evento                                      |
| ----------------- | ----------------- | ------------------------------------------- |
| Oro               |                   |                                             |
| Peter Genyn       | Atletismo         | 100 m T51 masculino                         |
| Michèle George    | Hípica            | Doma individual grado V mixto               |
| Michèle George    | Hípica            | Doma individual estilo libre grado V mixto  |
| Laurens Devos     | Tenis de mesa     | Individual 9 masculino                      |
| Plata             |                   |                                             |
| Peter Genyn       | Atletismo         | 200 m T51 masculino                         |
| Ewoud Vromant     | Ciclismo en ruta  | Contrarreloj C2 masculino                   |
| Tim Celen         | Ciclismo en ruta  | Ruta T1-2 masculino                         |
| Bronce            |                   |                                             |
| Roger Habsch      | Atletismo         | 100 m T51 masculino                         |
| Roger Habsch      | Atletismo         | 200 m T51 masculino                         |
| Griet Hoet        | Ciclismo en pista | 1 km contrarreloj B femenino                |
| Maxime Hordies    | Ciclismo en ruta  | Contrarreloj H1 masculino                   |
| Tim Celen         | Ciclismo en ruta  | Contrarreloj T1-2 masculino                 |
| Manon Claeys      | Hípica            | Doma individual grado IV mixto              |
| Manon Claeys      | Hípica            | Doma individual estilo libre grado IV mixto |
| Florian Van Acker | Tenis de mesa     | Individual 11 masculino                     |